# 鄧智傑
鄧智傑（英語：Tang Chi Kit, Jacky，8月22日－），香港人，經濟學博士。2017年獲得香港十大傑出青年的榮譽。
鄧智傑生於香港。中學於聖保羅男女中學讀書。後赴英國劍橋大學學習，得可持續領導力碩士學位，並於2011年獲得經濟學博士學位。2008年起在信義會社會服務部擔任其董事局成員，並於2011-2017年獲委任為其康復服務管理委員會主席。2017年起獲委任為信義會社會服務部董事局副主席，並於其人事委員會和青少年服務管理委員會擔任主席。2016年起獲香港城市大學經濟及金融系委任為兼任教授。2018年獲世界綠色組織委任為顧問。2017年獲評為香港十大傑出青年。2019年獲亞洲知識管理學會頒發諾貝爾獎學人 - 亞洲華人領袖獎。